# La Longueville
Ne doit pas être confondu avec La Longeville.
La Longueville est une commune française située dans le département du Nord (59), en région Hauts-de-France.

## Géographie

### Localisation
La Longueville se situe sur une des sept voies romaines (Chaussée Brunehaut autour de Bavay, l'actuelle RN 49 mise à 2 voies. La commune est située à 5 km du chef lieu du canton (Bavay), à 6 km d'Hautmont, 9 km de Maubeuge, 25 km de Valenciennes et 75 km de Lille.
Le territoire de La Longueville s'étend sur le plateau Hennuyer composé de sables landéniens (tertiaire) recouverts de limon des plateaux (terre à brique) qui donne des sols lourds. Son altitude varie de 141 à 160 m. La commune est arrosée par l'Hogneau qui y prend sa source au bois Delhaye au sud et reçoit au niveau du Pont Poirette le ruisseau Sainte Aldegonde (patronne de la commune) où se trouve la fontaine du même nom, puis se jette dans la Haine en Belgique.
La superficie de la commune est de 1 764 hectares, dont 544 de bois. Le reste est partagé entre des pâturages et des terres labourables qui ont tendance à s'étendre au détriment des herbages. Vue du ciel La Longueville présente le double aspect d'un village de bocage à l'origine avec un habitat groupé au chef lieu et dispersion dans plusieurs hameaux et écarts.
La commune ne présente pas de cachet touristique particulier, victime qu'elle fut des bombardements de 1940. Toutefois subsistent quelques belles maisons et fermes du XVIIIe siècle, un très beau moulin (moulin au bois) du XVIIIe reconstruit en 1846.
Le chœur de l'église est peut-être du XVe siècle, plusieurs objets y sont classés, elle est consacrée à Sainte Aldegonde.
La mairie, l'église, le bureau de poste et la salle des fêtes se trouvent au centre du village. Il faut souligner que les responsables de la reconstruction eurent le mérite (ce qui ne fut pas le cas partout) de conserver les matériaux traditionnels que sont la brique et la tuile pour élever les nouveaux immeubles auxquels ils ont conservé les volumes de ceux qu'ils remplaçaient, ce qui confère - tout de même - à la place et à son environnement une certaine élégance.

### Communes limitrophes
| Taisnières-sur-Hon   | Quévy ( Belgique)     | Gognies-Chaussée |
| Bavay                | La Longueville        | Feignies         |
| Audignies Locquignol | Hargnies Vieux-Mesnil |                  |

### Hydrographie

#### Réseau hydrographique
La commune est située dans le bassin Artois-Picardie. Elle est drainée par l'Hogneau, la Chaussée, la Ferme du Gard, le Mal Garni, le Moulin au Bois, le ruisseau d'Avette, le ruisseau de la Haute lanière, le ruisseau de la Marlière, le ruisseau de l'érelle, le ruisseau des Bas vents, le ruisseau des Prés, le ruisseau du Barbet, le ruisseau du Bois plantis et divers autres petits cours d'eau,.
L'Hogneau, d'une longueur de 38 km, prend sa source dans la commune  et se jette  dans le canal de Mons à Thivencelle, après avoir traversé neuf communes en France et une partie en Belgique. 

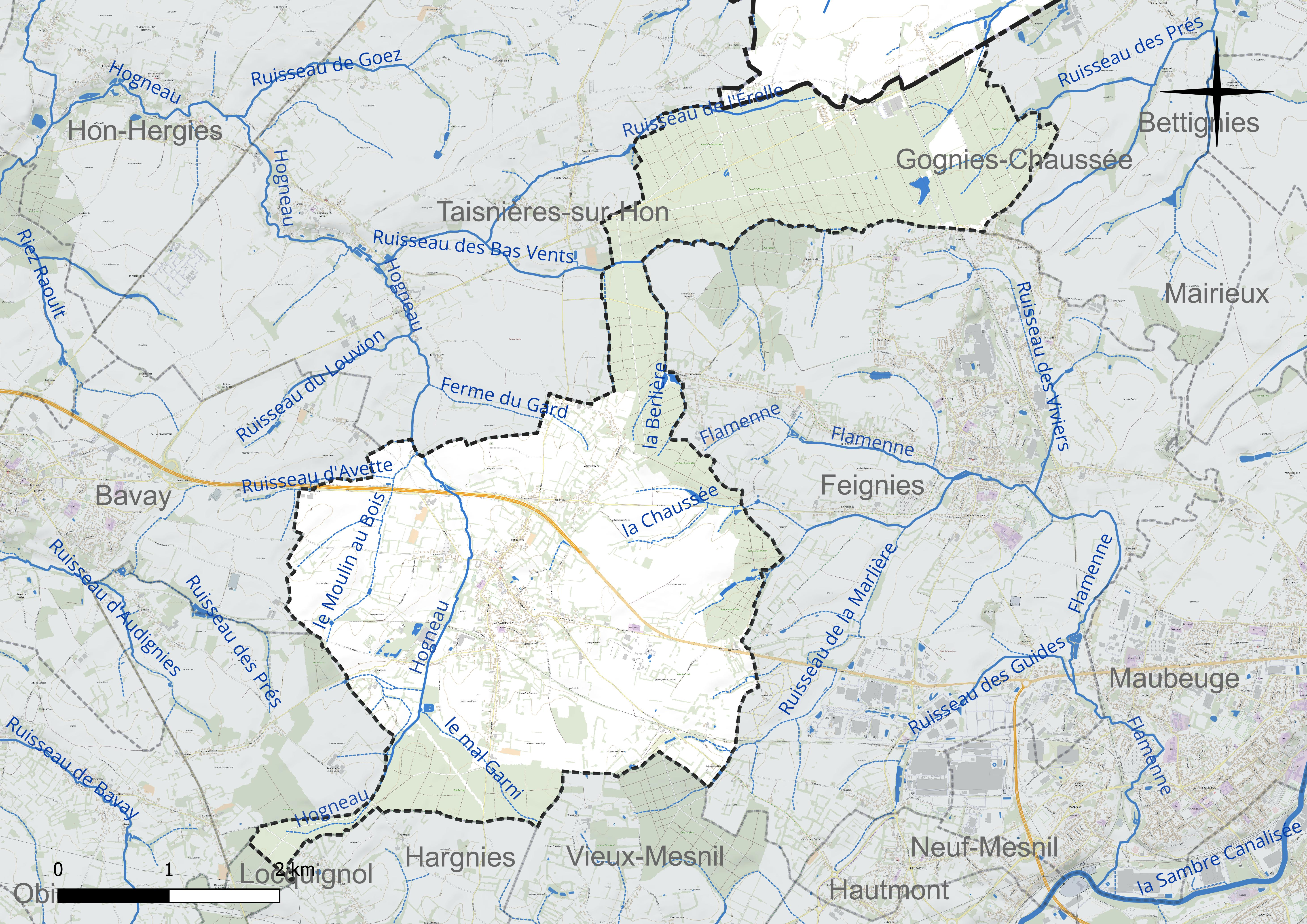
Réseau hydrographique de la Longueville.

#### Gestion et qualité des eaux
Le territoire communal est couvert par le schéma d'aménagement et de gestion des eaux (SAGE) « Escaut ». Ce document de planification concerne un territoire de 2 005 km2 de superficie, délimité par le bassin versant de l'Escaut. Le périmètre a été arrêté le 9 juin 2006 et le SAGE proprement dit a été approuvé le 13 juillet 2021. La structure porteuse de l'élaboration et de la mise en œuvre est le syndicat mixte Escaut et Affluents (SyMEA). 
La qualité des cours d'eau peut être consultée sur un site dédié géré par les agences de l'eau et l'Agence française pour la biodiversité. 

### Climat
Pour des articles plus généraux, voir Climat des Hauts-de-France et Climat du Nord.
En 2010, le climat de la commune est de type climat des marges montargnardes, selon une étude du CNRS s'appuyant sur une série de données couvrant la période 1971-2000. En 2020, Météo-France publie une typologie des climats de la France métropolitaine dans laquelle la commune est exposée à un climat océanique altéré et est dans la région climatique  Nord-est du bassin Parisien, caractérisée par un ensoleillement médiocre, une pluviométrie moyenne régulièrement répartie au cours de l'année et un hiver froid (3 °C). 
Pour la période 1971-2000, la température annuelle moyenne est de 9,9 °C, avec une amplitude thermique annuelle de 15 °C. Le cumul annuel moyen de précipitations est de 868 mm, avec 12,6 jours de précipitations en janvier et 9,9 jours en juillet. Pour la période 1991-2020, la température moyenne annuelle observée sur la station météorologique la plus proche, située sur la commune de Saint-Hilaire-sur-Helpe à 18 km à vol d'oiseau, est de 10,5 °C et le cumul annuel moyen de précipitations est de 802,4 mm,. Pour l'avenir, les paramètres climatiques de la commune estimés pour 2050 selon différents scénarios d'émission de gaz à effet de serre sont consultables sur un site dédié publié par Météo-France en novembre 2022.

## Urbanisme

### Typologie
Au 1er janvier 2024, La Longueville est catégorisée commune rurale à habitat dispersé, selon la nouvelle grille communale de densité à sept niveaux définie par l'Insee en 2022.
Elle est située hors unité urbaine. Par ailleurs la commune fait partie de l'aire d'attraction de Maubeuge (partie française), dont elle est une commune de la couronne,. Cette aire, qui regroupe 65 communes, est catégorisée dans les aires de 50 000 à moins de 200 000 habitants,.

### Occupation des sols
L'occupation des sols de la commune, telle qu'elle ressort de la base de données européenne d'occupation biophysique des sols Corine Land Cover (CLC), est marquée par l'importance des territoires agricoles (50,7 % en 2018), en diminution par rapport à 1990 (53 %). La répartition détaillée en 2018 est la suivante : 
forêts (39,2 %), prairies (26,9 %), terres arables (19,5 %), zones urbanisées (10,1 %), zones agricoles hétérogènes (4,2 %). L'évolution de l'occupation des sols de la commune et de ses infrastructures peut être observée sur les différentes représentations cartographiques du territoire : la carte de Cassini (XVIIIe siècle), la carte d'état-major (1820-1866) et les cartes ou photos aériennes de l'IGN pour la période actuelle (1950 à aujourd'hui).

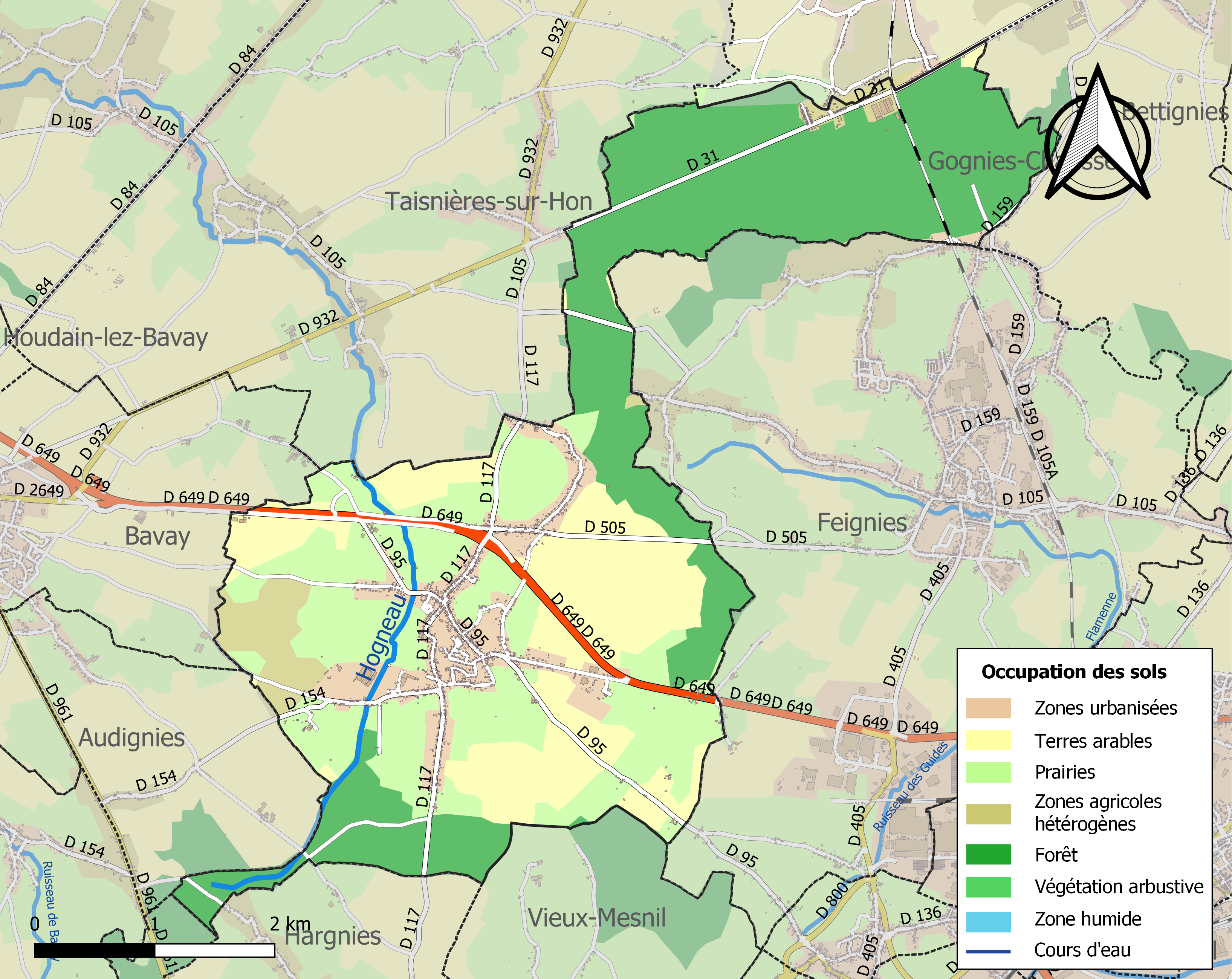
Carte des infrastructures et de l'occupation des sols de la commune en 2018 (CLC).

### Lieux-dits, hameaux et écarts
Les habitations de la commune se regroupent d'abord autour de la place (mairie), puis dans des hameaux : Les Lanières, le Gros Chêne, Les Mottes et Malgarni. Viennent enfin les écarts, comme les Petites Mottes, le Château de Bassus (château blanc), le Baron Vinaigre.
Cependant, le développement de l'habitat ces dernières années tend à relier plusieurs hameaux ou écarts au centre, ainsi la rue de Pont sur Sambre.

### Voies de communication et transports
La commune est desservie, en 2024, par le service de transport à la demande du réseau Stibus. Elle est également desservie par la ligne 951, 976 et 979 du réseau interurbain Arc-en-Ciel 4.

## Histoire
La Longueville, en latin Longa Villa est mentionné en 1295 dans le cartulaire de l'évêché de Cambrai.
La Longueville n'a rien gardé de son passé : occupée sans doute dès la préhistoire, sûrement lors de la période gallo-romaine (50/260 de notre ère), elle garde présence d'un culte attesté de Sainte Aldegonde au Ve siècle.
Chef-lieu d'une des douze Pairies du Hainaut au XIe siècle, toutes ces traces ont disparu, y compris celles du château déjà en ruine avant la Révolution française.
Village surtout agricole avec encore une centaine de fermes  qui subsistaient en 1940 (contre 18 aujourd'hui), vivifié entre les deux guerres par l'industrie, puis gagné par l'urbanisation après 1973.

## Politique et administration

### Rattachements administratifs et électoraux
La commune se trouve dans l'arrondissement d'Avesnes-sur-Helpe du département du Nord. Pour l'élection des députés, elle fait partie depuis 2012 de la troisième circonscription du Nord.
Elle faisait partie depuis 1801 du canton de Bavay. Dans le cadre du redécoupage cantonal de 2014 en France, la commune est désormais rattachée au canton d'Aulnoye-Aymeries.

### Intercommunalité
La commune était membre de la Communauté de communes du Bavaisis, créée fin 1993.
Dans le cadre de la mise en œuvre de la réforme des collectivités territoriales françaises (2008-2012), le schéma départemental de coopération intercommunale approuvé par le préfet du Nord prévoit la fusion de cette intercommunalité avec ses voisines. C'est ainsi qu'est créée le 1er février 2014 la communauté de communes du Pays de Mormal, dont la commune est désormais membre.

### Liste des maires
Maire en 1802-1803 :Capouillez.
Maire en 1807 : Jean.

Maire en 1939 : Boez E..
| Période                                  | Période                       | Identité          | Étiquette | Qualité                                                                              |
| ---------------------------------------- | ----------------------------- | ----------------- | --------- | ------------------------------------------------------------------------------------ |
| Les données manquantes sont à compléter. |                               |                   |           |                                                                                      |
|                                          |                               | Daniel Fauviaux   |           | Retraité, maire honoraire                                                            |
| mars 2001                                | mars 2008                     | Michel Prévot     |           | Retraité de l'Éducation nationale, maire honoraire                                   |
| mars 2008                                | mars 2010                     | Patrick Delcourt  |           | Démissionnaire                                                                       |
| juin 2010,                               | mars 2014                     | Jacques Claisse   | DVD       | Premier adjoint au maire (2008 → 2010) Assure l'intérim du maire de mars à juin 2010 |
| mars 2014,                               | En cours (au 27 janvier 2022) | Stéphane Latouche | SE-DVD    | Fonctionnaire Réélu pour le mandat 2020-2026                                         |

## Population et société

### Démographie

#### Évolution démographique
L'évolution du nombre d'habitants est connue à travers les recensements de la population effectués dans la commune depuis 1793. Pour les communes de moins de 10 000 habitants, une enquête de recensement portant sur toute la population est réalisée tous les cinq ans, les populations de référence des années intermédiaires étant quant à elles estimées par interpolation ou extrapolation. Pour la commune, le premier recensement exhaustif entrant dans le cadre du nouveau dispositif a été réalisé en 2007.

En 2022, la commune comptait 2 061 habitants, en évolution de −2,65 % par rapport à 2016 (Nord : +0,51 %, France hors Mayotte : +2,11 %).
| 1793 | 1800 | 1806  | 1821  | 1831  | 1836  | 1841  | 1846  | 1851  |
| ---- | ---- | ----- | ----- | ----- | ----- | ----- | ----- | ----- |
| 945  | 919  | 1 026 | 1 101 | 1 197 | 1 198 | 1 188 | 1 220 | 1 255 |

| 1856  | 1861  | 1866  | 1872  | 1876  | 1881  | 1886  | 1891  | 1896  |
| ----- | ----- | ----- | ----- | ----- | ----- | ----- | ----- | ----- |
| 1 228 | 1 246 | 1 289 | 1 224 | 1 182 | 1 178 | 1 237 | 1 174 | 1 163 |

| 1901  | 1906  | 1911  | 1921  | 1926  | 1931  | 1936  | 1946  | 1954  |
| ----- | ----- | ----- | ----- | ----- | ----- | ----- | ----- | ----- |
| 1 194 | 1 180 | 1 126 | 1 303 | 1 496 | 1 582 | 1 543 | 1 443 | 1 549 |

| 1962  | 1968  | 1975  | 1982  | 1990  | 1999  | 2006  | 2007  | 2012  |
| ----- | ----- | ----- | ----- | ----- | ----- | ----- | ----- | ----- |
| 1 742 | 1 760 | 1 759 | 1 844 | 2 154 | 2 196 | 2 221 | 2 224 | 2 138 |

| 2017  | 2022  | - | - | - | - | - | - | - |
| ----- | ----- | - | - | - | - | - | - | - |
| 2 097 | 2 061 | - | - | - | - | - | - | - |

#### Pyramide des âges
La population de la commune est relativement jeune.
En 2018, le taux de personnes d'un âge inférieur à 30 ans s'élève à 33,9 %, soit en dessous de la moyenne départementale (39,5 %). À l'inverse, le taux de personnes d'âge supérieur à 60 ans est de 25,9 % la même année, alors qu'il est de 22,5 % au niveau départemental.
En 2018, la commune comptait 1 020 hommes pour 1 074 femmes, soit un taux de 51,29 % de femmes, légèrement inférieur au taux départemental (51,77 %).
Les pyramides des âges de la commune et du département s'établissent comme suit.
| Hommes | Classe d’âge | Femmes |
| ------ | ------------ | ------ |
| 0,1    | 90 ou +      | 0,8    |
| 4,7    | 75-89 ans    | 7,5    |
| 19,1   | 60-74 ans    | 19,4   |
| 21,8   | 45-59 ans    | 22,1   |
| 19,0   | 30-44 ans    | 17,6   |
| 16,6   | 15-29 ans    | 16,6   |
| 18,7   | 0-14 ans     | 16,0   |

| Hommes | Classe d’âge | Femmes |
| ------ | ------------ | ------ |
| 0,5    | 90 ou +      | 1,4    |
| 5,3    | 75-89 ans    | 8,1    |
| 14,8   | 60-74 ans    | 16,2   |
| 19,1   | 45-59 ans    | 18,4   |
| 19,5   | 30-44 ans    | 18,7   |
| 20,7   | 15-29 ans    | 19,1   |
| 20,2   | 0-14 ans     | 18     |

## Culture légale et patrimoine

### Lieux et monuments
- L'église Sainte-Aldegonde du XVIe siècle-XVIIIe siècle, avec une statue du Christ en croix du XVIe siècle, une chaire à prêcher en bois taillé  et une dalle funéraire datée 1773.
- Le calvaire du XVIIIe siècle, chapelle les Lanières, oratoire Notre-Dame du Rosaire.
- Le moulin du bois, moulin à eau de 1796, probablement à l'origine une scierie, puis moulin à farine.
- Quelques fermes avec un pigeonnier.
- Bois Delhaye, bois dit Le Chêne Croiseau, bois dit Le Grand Planty.
- Le cimetière communal de La Longueville héberge six tombes de guerre de la Commonwealth War Graves Commission, de soldats tombés à la libération en novembre 1918[48].

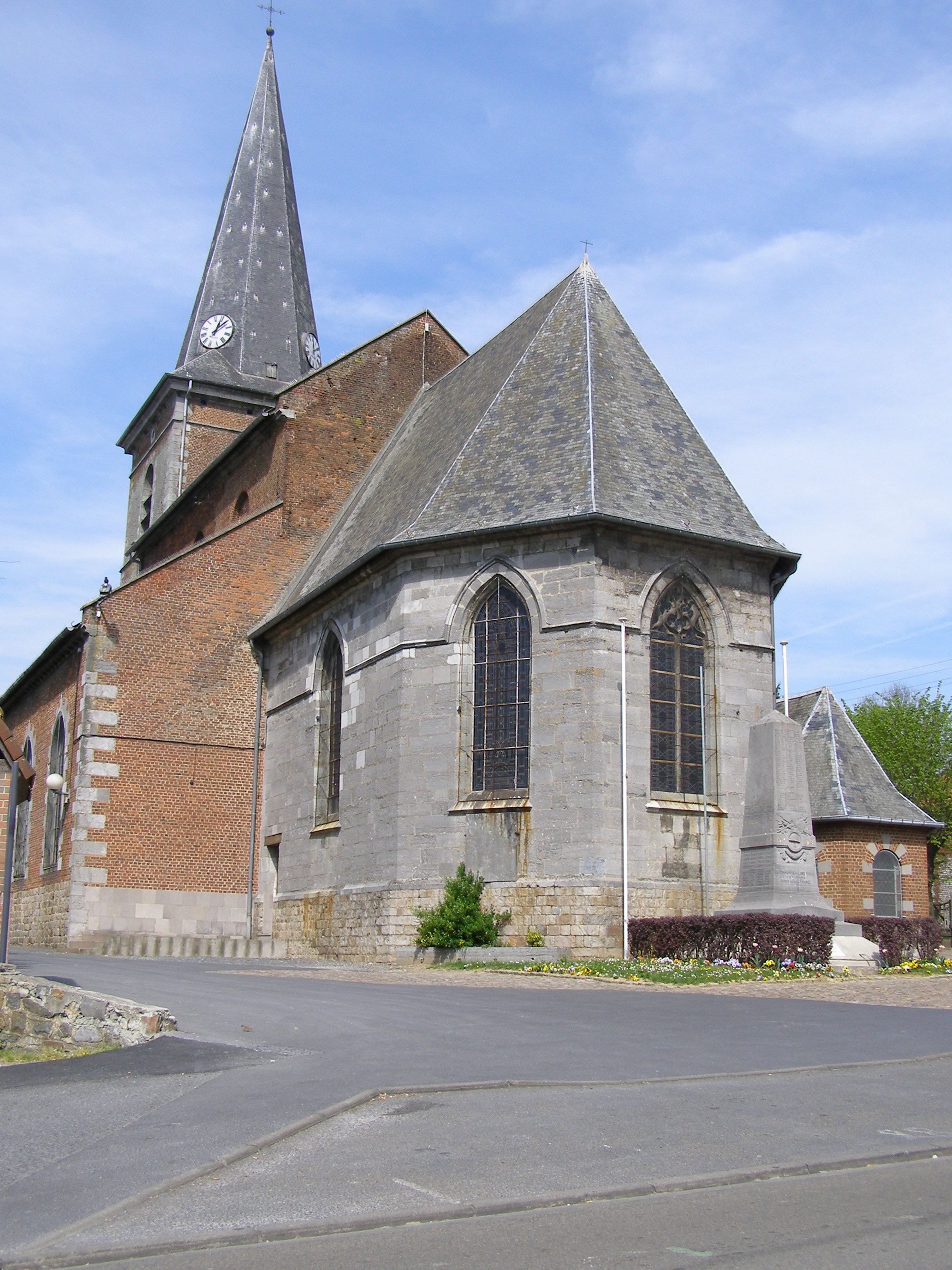
L'église et le monument aux morts.
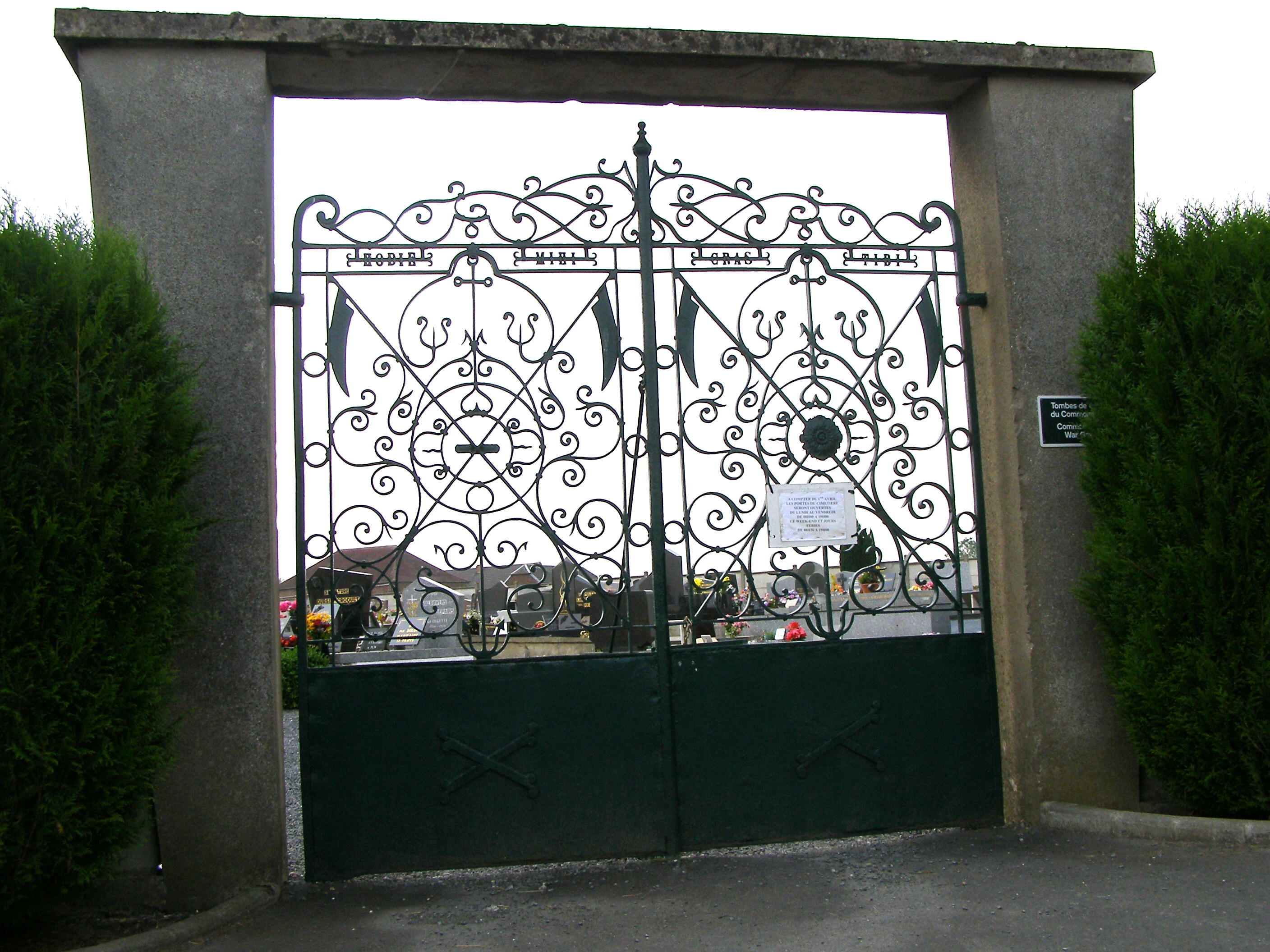
Détail du portail du cimetière.
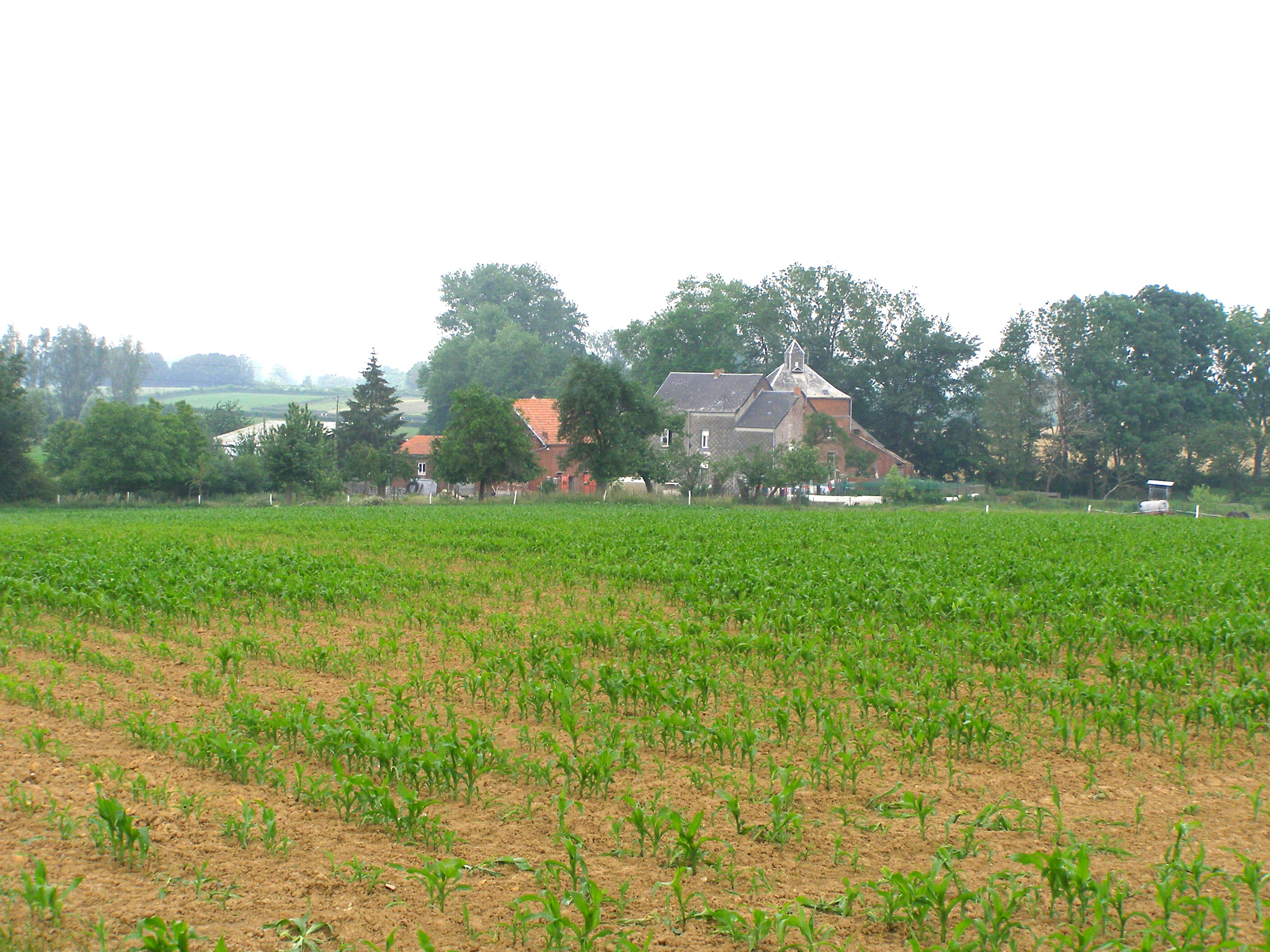
Le moulin du bois.
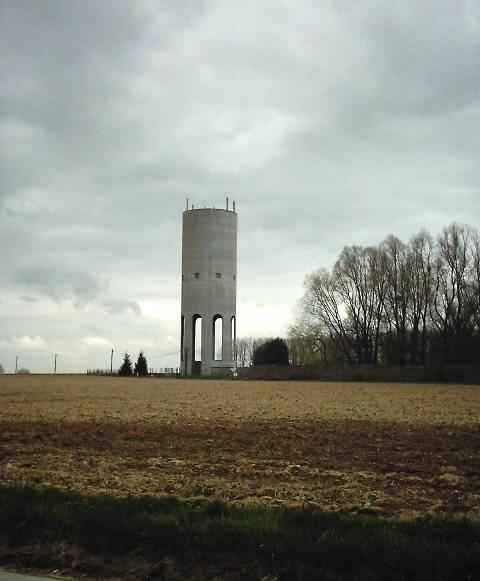
Le château d'eau.
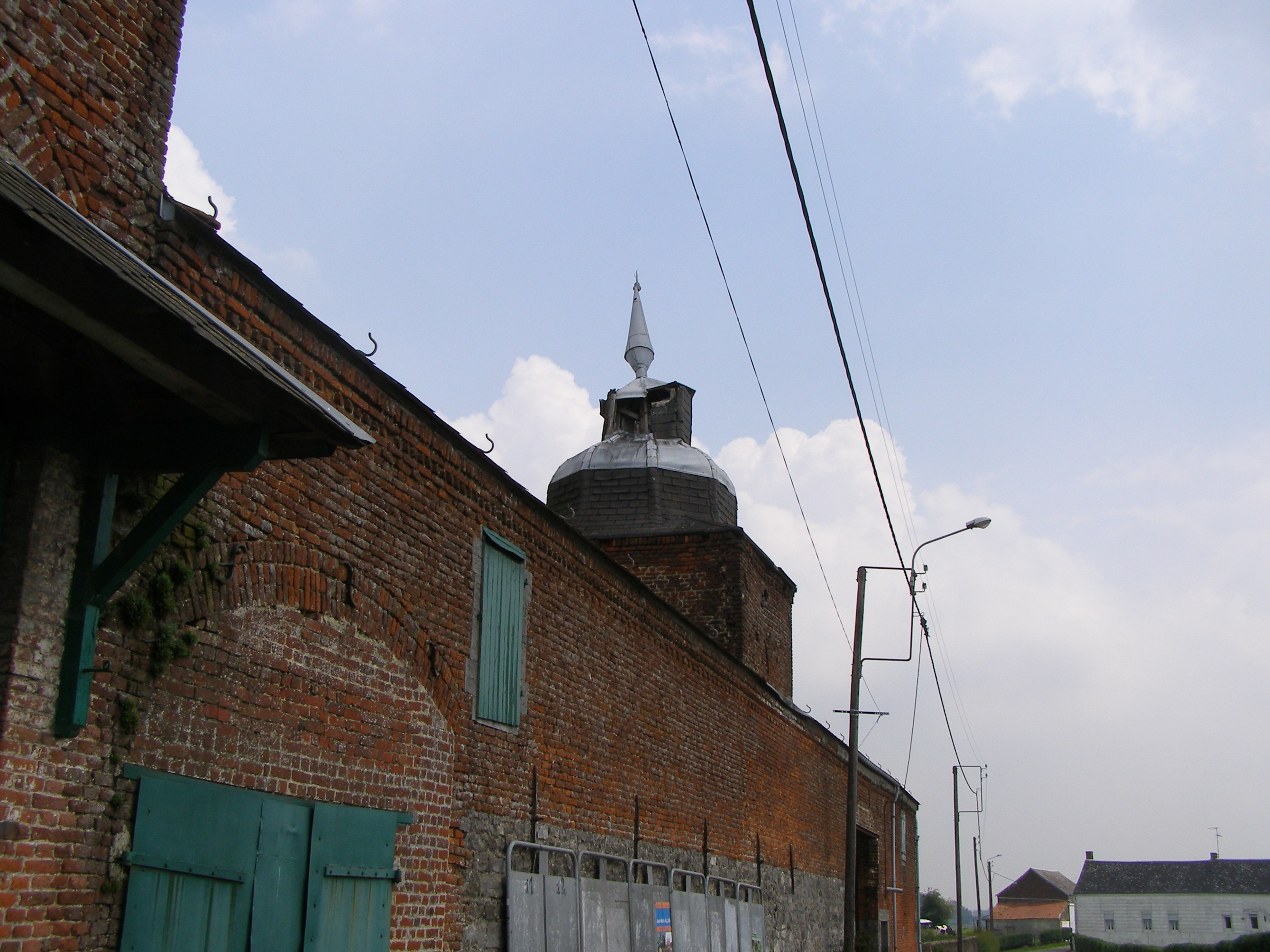
Pigeonnier au lieu-dit le Louvion.
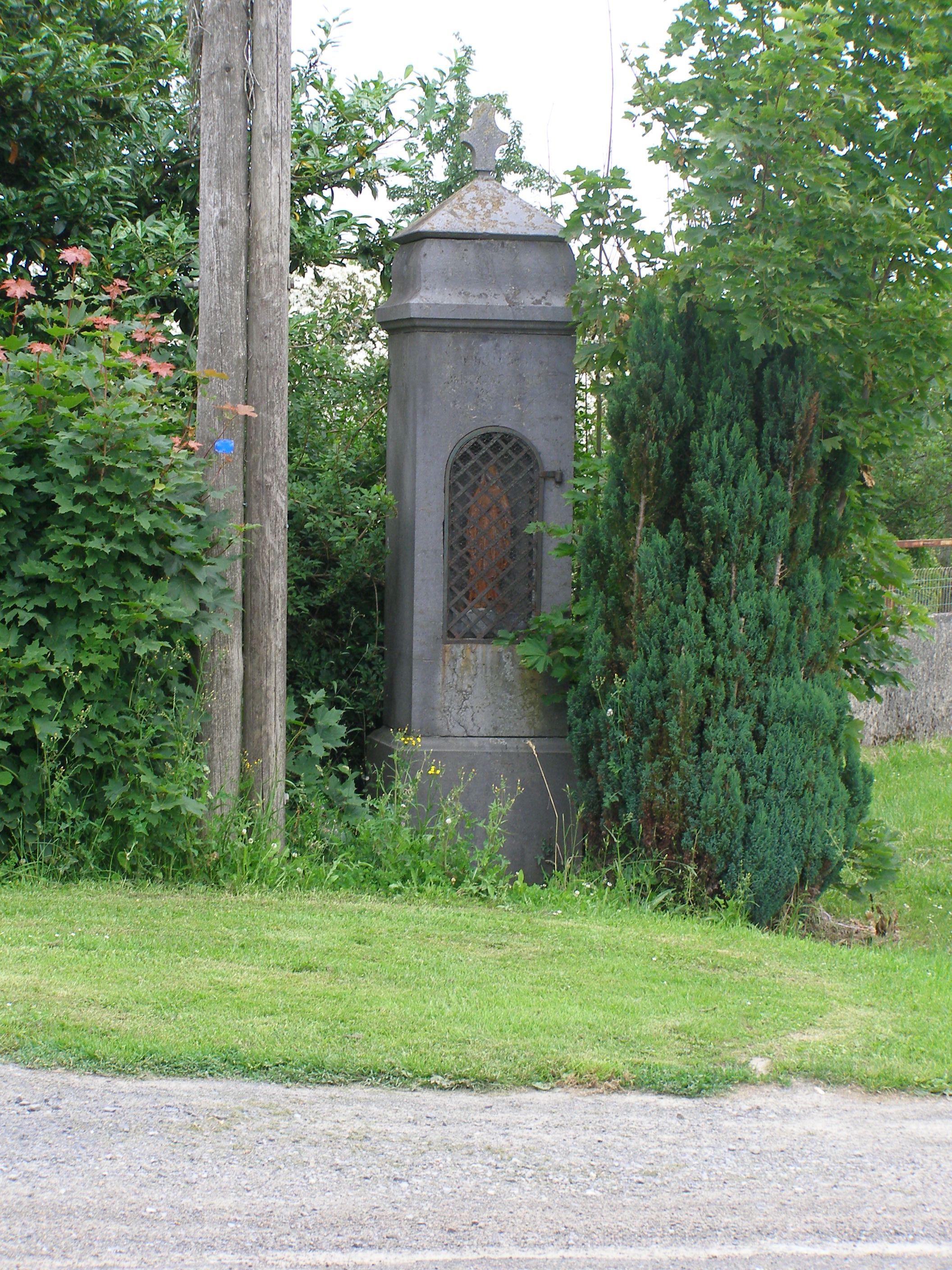
Oratoire face au cimetière.
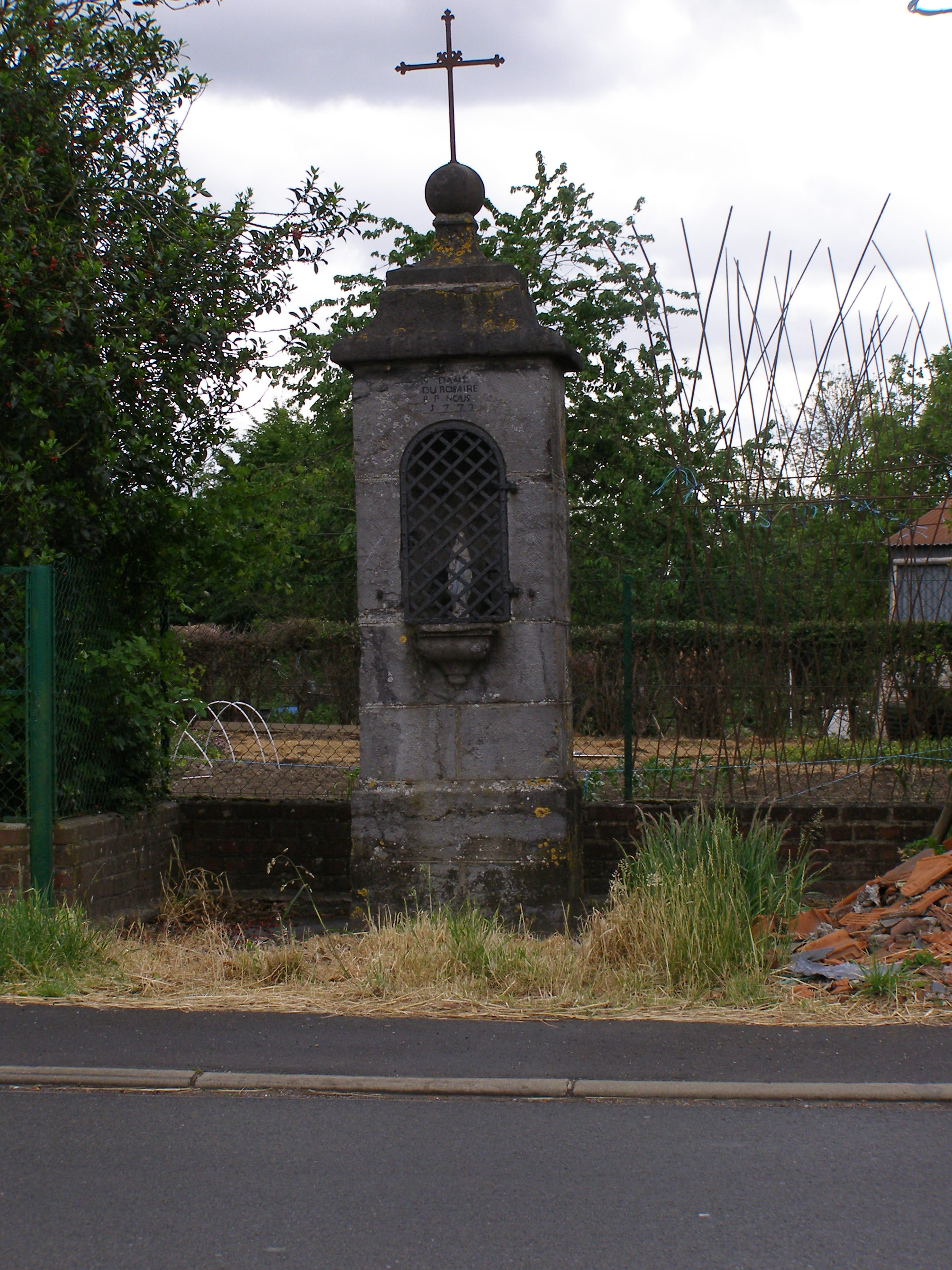
Oratoire Notre-Dame du Rosaire.
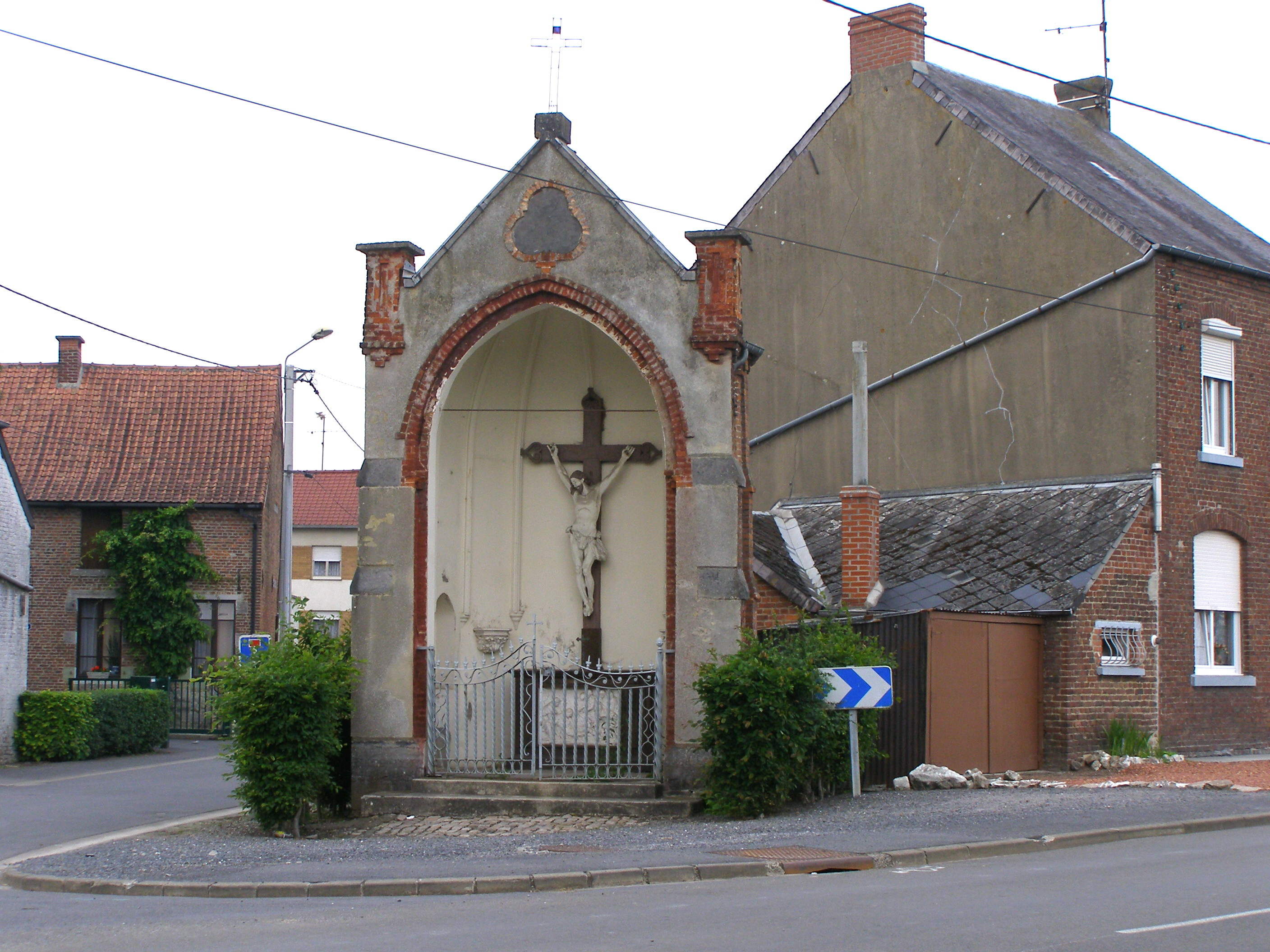
Le calvaire de la chaussée de Bavay.
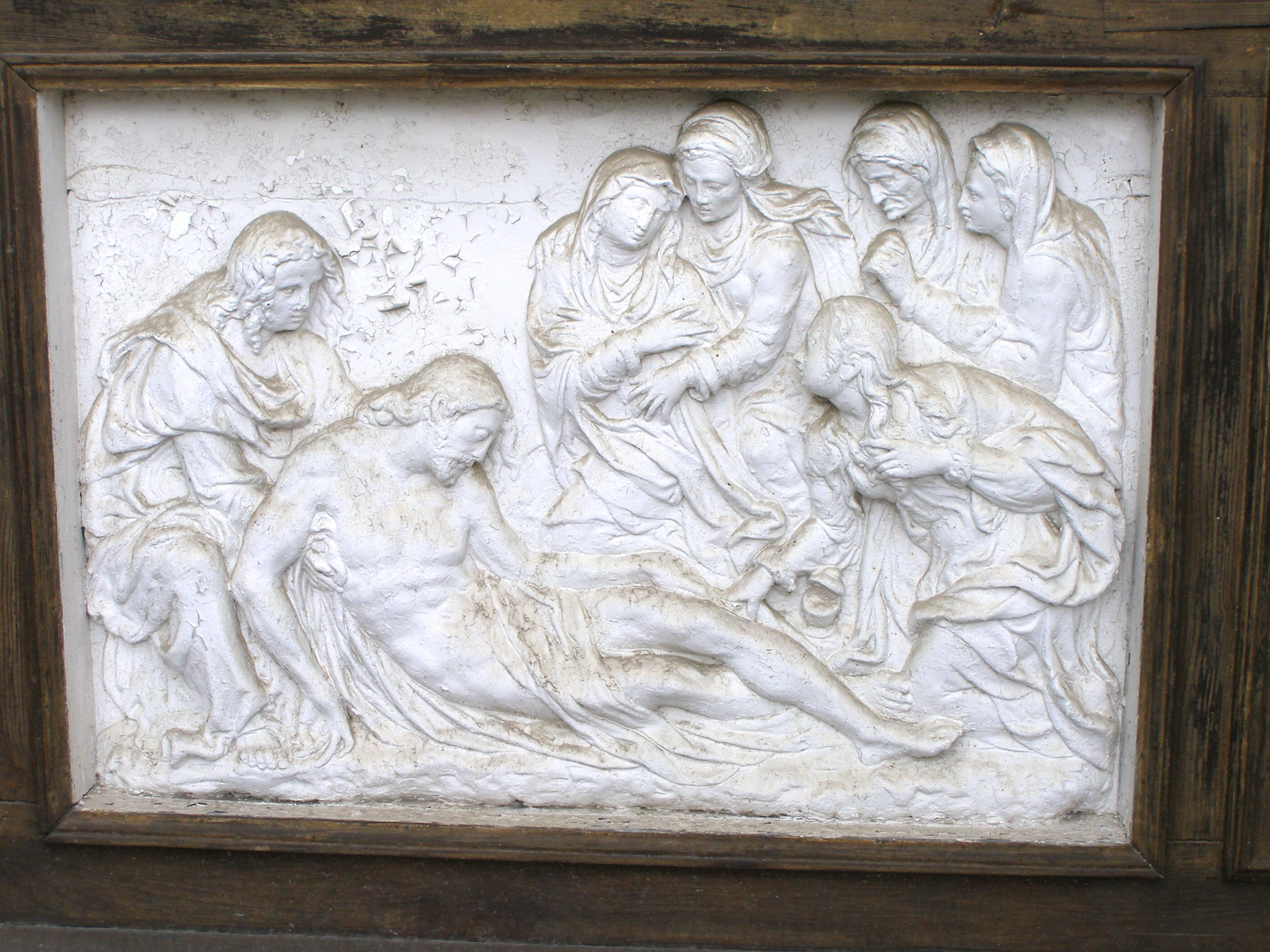
Détail du calvaire de la chaussée de Bavay.

### Héraldique
|  | Les armes de La Longueville se blasonnent ainsi : D'azur semé de billettes d'argent, au lion du même, armé et lampassé de gueules, brochant sur le tout. |

## Pour approfondir